# Lalleweer
Lalleweer est un hameau néerlandais de la commune d'Eemsdelta, en province de Gronginue. Il dépend du village de Borgsweer, dont il est situé au sud-ouest. Jusqu'au 1er janvier 1990, il dépendait de la commune de Termunten, fusionnée dans Delfzijl, elle-même fusionnée dans Eemsdelta au 1er janvier 2021.
Lalleweer est situé à moins d'un kilomètre des rives de l'embouchure de l'Ems. En 2006, Lalleweer comptait 19 habitants pour 6 maisons.